# Thủ tướng Bắc Macedonia
Thủ tướng Bắc Macedonia, chính thức là Chủ tịch Chính phủ Cộng hòa Bắc Macedonia (tiếng Macedonia: Претседател на Владата на Република Северна Македонија, tiếng Albania: Кryetari i Qeverisë së Republikës së Maqedonisë së Veriut), là người đứng đầu chính phủ của Bắc Macedonia. Thủ tướng là lãnh đạo của một liên minh các đảng trong Quốc hội và là lãnh đạo của nội các. Thủ tướng đương nhiệm là Hristijan Mickoski, nhậm chức từ ngày 23 tháng 6 năm 2024.